# Alleyras
Ne doit pas être confondu avec Alleyrac.
Alleyras [alɛʁas] est une commune française située dans le département de la Haute-Loire en région Auvergne-Rhône-Alpes, au cœur du Massif central.

## Géographie

### Localisation
La commune d'Alleyras se trouve dans le département de la Haute-Loire, en région Auvergne-Rhône-Alpes.
Elle se situe à 32 km par la route du Puy-en-Velay, préfecture du département, et à 32 km de Cussac-sur-Loire, bureau centralisateur du canton du Velay volcanique dont dépend la commune depuis 2015 pour les élections départementales.
Les communes les plus proches sont : 
Ouides (4,4 km), Saint-Vénérand (4,4 km), Saint-Préjet-d'Allier (4,9 km), Croisances (5,5 km), Saint-Christophe-d'Allier (5,9 km), Chambon-le-Château (6,2 km), Saint-Jean-Lachalm (6,3 km), Saint-Didier-d'Allier (7,1 km).
| Monistrol-d'Allier    |                | Saint-Jean-Lachalm                   |
| Saint-Préjet-d'Allier | Alleyras       | Ouides                               |
| Thoras                | Saint-Vénérand | Saint-Haon Saint-Christophe-d'Allier |

La commune d'Alleyras est située entre le plateau du Devès à l'est et la Margeride à l'ouest, à 790 mètres d'altitude environ.
Ce village se situe dans les gorges escarpées du Haut Allier. Il est entouré de paysages façonnés par l'intense activité volcanique qui régnait dans cette région il y a quelques millénaires.
Alleyras permet la pratique des sports d'eau vive, les promenades en pleine nature et toutes les activités praticables dans les espaces naturels.

### Hydrographie
Le bourg d'Alleyras surplombe la rivière Allier, le principal affluent de la Loire.

### Voies de communication et transports
La commune possède une gare ouverte au service voyageurs sur la ligne de Saint-Germain-des-Fossés à Nîmes-Courbessac et desservie par les TER Clermont-Ferrand – Nîmes ainsi que depuis 2017 par le train Intercités Le Cévenol. Située au Pont d'Alleyras la gare fut construite en 1870 dès l'inauguration de la Ligne des Cévennes.
Elle est également traversée par les routes départementales 32, 33 et celle qui longe les gorges sauvages entre Saint-Privat et Pradelles, la 40.
Alleyras est aussi une étape de la véloroute Via Allier, entre Nevers (Nièvre) et Langogne (Lozère).

### Climat
Pour des articles plus généraux, voir Climat d'Auvergne-Rhône-Alpes et Climat de la Haute-Loire.
En 2010, le climat de la commune est de type climat des marges montargnardes, selon une étude du Centre national de la recherche scientifique s'appuyant sur une série de données couvrant la période 1971-2000. En 2020, Météo-France publie une typologie des climats de la France métropolitaine dans laquelle la commune est exposée à un climat de montagne ou de marges de montagne et est dans la région climatique Sud-est du Massif Central, caractérisée par une pluviométrie annuelle de 1 000 à 1 500 mm, minimale en été, maximale en automne.
Pour la période 1971-2000, la température annuelle moyenne est de 9,4 °C, avec une amplitude thermique annuelle de 16,3 °C. Le cumul annuel moyen de précipitations est de 896 mm, avec 8 jours de précipitations en janvier et 6,5 jours en juillet. Pour la période 1991-2020, la température moyenne annuelle observée sur la station météorologique de Météo-France la plus proche, « Saugues-Sa », sur la commune de Saugues à 12 km à vol d'oiseau, est de 8,1 °C et le cumul annuel moyen de précipitations est de 785,1 mm,. Pour l'avenir, les paramètres climatiques de la commune estimés pour 2050 selon différents scénarios d'émission de gaz à effet de serre sont consultables sur un site dédié publié par Météo-France en novembre 2022.

## Urbanisme

### Typologie
Au 1er janvier 2024, Alleyras est catégorisée commune rurale à habitat très dispersé, selon la nouvelle grille communale de densité à sept niveaux définie par l'Insee en 2022.
Elle est située hors unité urbaine et hors attraction des villes,.

### Occupation des sols
L'occupation des sols de la commune, telle qu'elle ressort de la base de données européenne d’occupation biophysique des sols Corine Land Cover (CLC), est marquée par l'importance des forêts et milieux semi-naturels (71 % en 2018), une proportion identique à celle de 1990 (71 %). La répartition détaillée en 2018 est la suivante : 
forêts (52,4 %), prairies (19,4 %), milieux à végétation arbustive et/ou herbacée (18,6 %), zones agricoles hétérogènes (7,6 %), zones urbanisées (1 %), eaux continentales (1 %). L'évolution de l’occupation des sols de la commune et de ses infrastructures peut être observée sur les différentes représentations cartographiques du territoire : la carte de Cassini (XVIIIe siècle), la carte d'état-major (1820-1866) et les cartes ou photos aériennes de l'IGN pour la période actuelle (1950 à aujourd'hui).

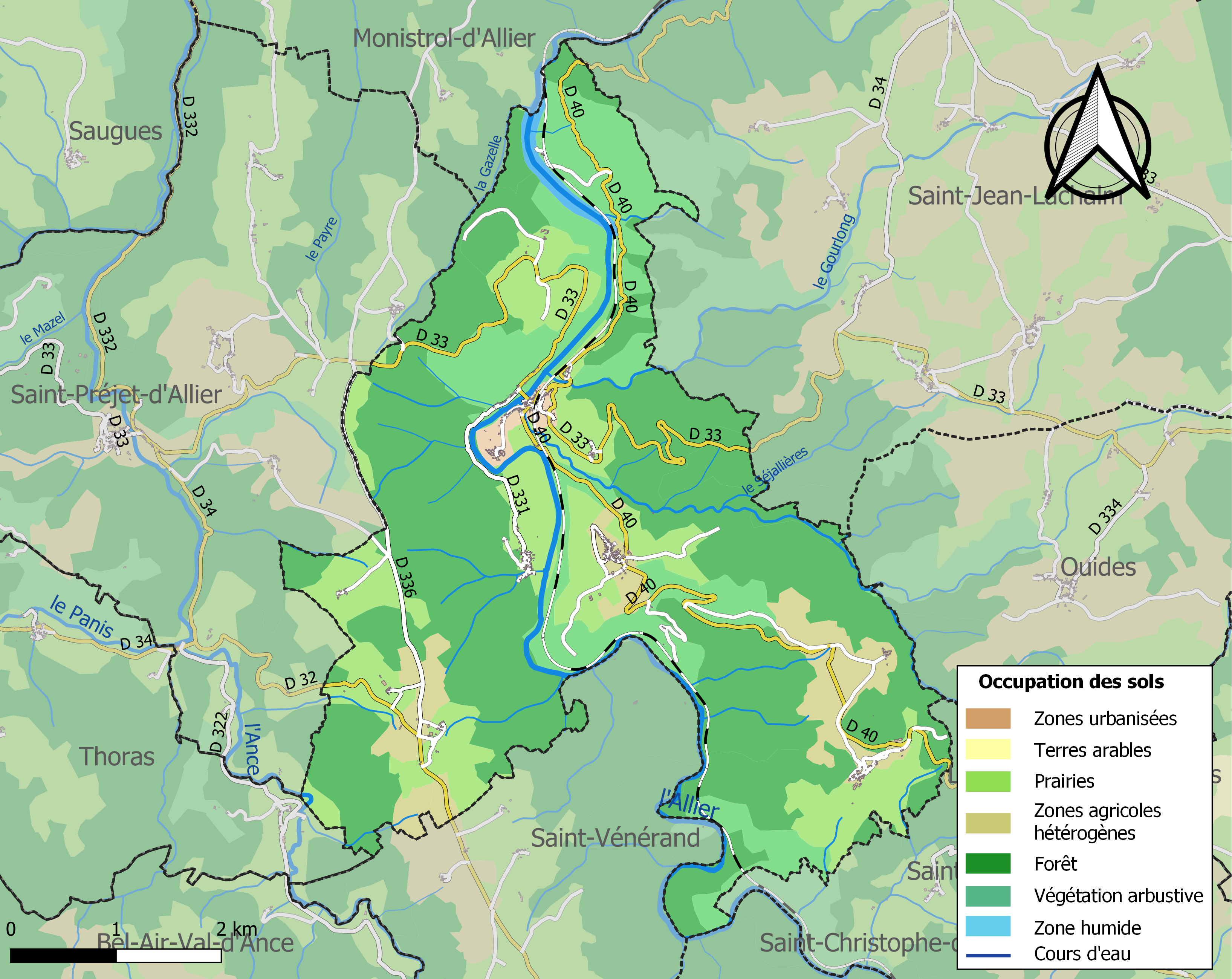
Carte des infrastructures et de l'occupation des sols de la commune en 2018 (CLC).
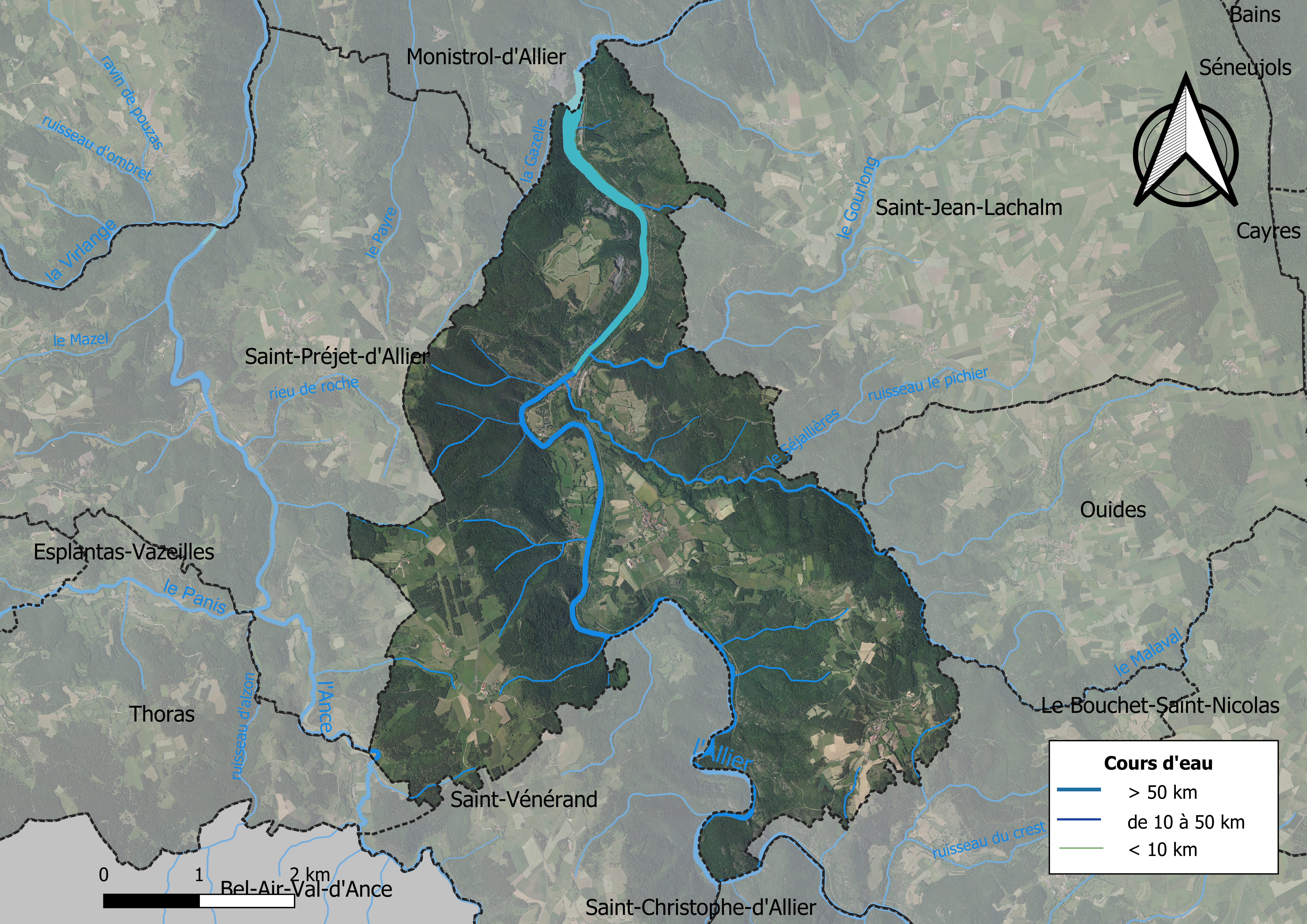
Carte orthophotographique de la commune.

### Lieux-dits, hameaux et écarts
La commune comprend treize hameaux : Alleyras, Pont d'Alleyras, Vabres, Gourlong, Aussac, Anglard, Le Moulard, Pourcheresse, Sanis, Le Mazel, La Beaume, Poutès, La Parrade.

### Habitat et logement
En 2018, le nombre total de logements dans la commune était de 347, alors qu'il était de 352 en 2013 et de 358 en 2008.
Parmi ces logements, 25 % étaient des résidences principales, 67,7 % des résidences secondaires et 7,4 % des logements vacants. Ces logements étaient pour 95,9 % d'entre eux des maisons individuelles et pour 3,2 % des appartements.
Le tableau ci-dessous présente la typologie des logements à Alleyras en 2018 en comparaison avec celle de la Haute-Loire et de la France entière. Une caractéristique marquante du parc de logements est ainsi une proportion de résidences secondaires et logements occasionnels (67,7 %) supérieure à celle du département (16,1 %) et à celle de la France entière (9,7 %). Concernant le statut d'occupation de ces logements, 87,1 % des habitants de la commune sont propriétaires de leur logement (82,4 % en 2013), contre 70 % pour la Haute-Loire et 57,5 pour la France entière.
| Typologie                                               | Alleyras | Haute-Loire | France entière |
| ------------------------------------------------------- | -------- | ----------- | -------------- |
| Résidences principales (en %)                           | 25       | 71,5        | 82,1           |
| Résidences secondaires et logements occasionnels (en %) | 67,7     | 16,1        | 9,7            |
| Logements vacants (en %)                                | 7,4      | 12,4        | 8,2            |

## Toponymie
Le nom de la localité est attesté, en latin, avec Alairac en 1253, Ecclésia d'Alairas, Villa d'Alayraco, parrochia de Aleyratio en 1327 et en 1360.
Ce toponyme dérive de l'anthroponyme gallo-romain Aleiracus.

## Histoire
- Le passage facile de l'Allier par des ponts (successivement détruits par les fortes crues de l'Allier puis reconstruits), par des gués, ou en barques, ont fait d'Alleyras un point de circulation obligé durant des siècles :
- Gourlong, Le Pont et Vabres, villages de la commune, constituaient la localisation du site de Condate (toponyme latin d'origine gauloise signifiant confluent, ici avec l'important ruisseau Malaval) indiqué sur la Table de Peutinger[15], le lieu de franchissement de l'Allier sur la Via Bolena, la route antique[16] reliant Lyon (Lugdunum) à Bordeaux (Burdigala) et Toulouse (Tolosa) par Saint-Paulien (Ruessium), Javols (Anderitum), et Rodez (Segodunum). C'est le seul site sur l'Allier correspondant aux distances indiquées sur ce document romain de référence, depuis Ruessium la capitale des Vellaves et vers Anderitum celle des Gabales. La Via Bolena constituera, pendant plusieurs siècles, l'axe privilégié du commerce et de la diffusion de l'influence romaine, traversant le Velay de part en part. Dans la droite ligne des principes romains de génie civil, son parcours privilégie en effet les plateaux, aux dépens des vallées, très encaissées dans la région[17].
- En 950 le premier pèlerin français vers Saint-Jacques de Compostelle, l'évêque du Puy en Velay Godescalc, parti sur le conseil pressant de l'abbé de Cluny, emprunte la voie Bolène par Vabres pour descendre vers le sud ouest et la Gallice.
- Peu après l'an mil le prieuré d'Alleyras devient dépendant de La Voûte-Chilhac, monastère dépendant lui-même de Cluny[18].
- Vers 1500 le Chemin Royal du Puy à Toulouse est toujours réputé franchir l'Allier à Gourlong Vabres.

### Les Hospitaliers
Le mai 1163, Pierre de Mirmande, pour son admission dans l'ordre de Saint-Jean de Jérusalem, donne aux Hospitaliers la viguerie ainsi que tout le droit qu'il possède à Gourlong. Dans la charte concernant ce dignitaire hospitalier, Gourlong est appelé Gorc lonc. Au début du XIVe siècle, Gourlong est l'une des quatre commanderies hospitalières en Velay avec Saint-Jean du Puy, Devesset et Pébellit.

## Politique et administration

### Découpage territorial
La commune d'Alleyras est membre de la communauté de communes des Pays de Cayres et de Pradelles, un établissement public de coopération intercommunale (EPCI) à fiscalité propre créé le 31 décembre 2000 dont le siège est à Costaros. Ce dernier est par ailleurs membre d'autres groupements intercommunaux.
Sur le plan administratif, elle est rattachée à l'arrondissement du Puy-en-Velay, au département de la Haute-Loire, en tant que circonscription administrative de l'État, et à la région Auvergne-Rhône-Alpes.
Sur le plan électoral, elle dépend du canton du Velay volcanique pour l'élection des conseillers départementaux, depuis le redécoupage cantonal de 2014 entré en vigueur en 2015, et de la deuxième circonscription de la Haute-Loire pour les élections législatives, depuis le redécoupage électoral de 1986.
Par arrêté préfectoral du 28 décembre 1965, la commune de Vabres, sur la rive gauche de l'Allier, a été réunie à la commune d'Alleyras, située sur la rive droite. La nouvelle commune présente une particularité administrative curieuse : elle relève de deux cantons différents. Les limites cantonales anciennes n'ayant pas été modifiées, la commune relève du canton de Cayres et de l'arrondissement du Puy-en-Velay pour le territoire de l'ancienne commune d'Alleyras, mais du canton de Saugues et de l'arrondissement de Brioude pour le territoire de l'ancienne commune de Vabres. Cette situation crée des difficultés de gestion et des incohérences.

### Élections municipales et communautaires

#### Élections de 2020
Le conseil municipal d'Alleyras, commune de moins de 1 000 habitants, est élu au scrutin majoritaire plurinominal à deux tours avec candidatures isolées ou groupées et possibilité de panachage. Compte tenu de la population communale, le nombre de sièges à pourvoir lors des élections municipales de 2020 est de 11. Sur les dix-huit candidats en lice, sept sont élus dès le premier tour, le 15 mars 2020, avec un taux de participation de 81,77 %. Les quatre conseillers restant à élire sont élus au second tour, qui se tient le 28 juin 2020 du fait de la pandémie de Covid-19, avec un taux de participation de 83,25 %.
Franck Petit est élu nouveau maire de la commune le 5 juillet 2020.
Dans les communes de moins de 1 000 habitants, les conseillers communautaires sont désignés parmi les conseillers municipaux élus en suivant l’ordre du tableau (maire, adjoints puis conseillers municipaux) et dans la limite du nombre de sièges attribués à la commune au sein du conseil communautaire. Deux sièges sont attribués à la commune au sein de la communauté de communes des Pays de Cayres et de Pradelles.

#### Liste des maires
| Période                                  | Période   | Identité           | Étiquette | Qualité |
| ---------------------------------------- | --------- | ------------------ | --------- | ------- |
| Les données manquantes sont à compléter. |           |                    |           |         |
| mars 2001                                | mars 2014 | Philippe Gazanion  | DVG       |         |
| mars 2014                                | 2020      | Philippe Gagnepain |           |         |
| 2020                                     | En cours  | Franck Petit       |           |         |

### Jumelages
Alleyras n'est jumelée avec aucune commune.

## Population et société

### Démographie

#### Évolution démographique
L'évolution du nombre d'habitants est connue à travers les recensements de la population effectués dans la commune depuis 1793. Pour les communes de moins de 10 000 habitants, une enquête de recensement portant sur toute la population est réalisée tous les cinq ans, les populations de référence des années intermédiaires étant quant à elles estimées par interpolation ou extrapolation. Pour la commune, le premier recensement exhaustif entrant dans le cadre du nouveau dispositif a été réalisé en 2004.

En 2022, la commune comptait 153 habitants, en évolution de −6,71 % par rapport à 2016 (Haute-Loire : +0,36 %, France hors Mayotte : +2,11 %).
| 1793 | 1800 | 1806 | 1821 | 1831 | 1836 | 1841 | 1846 | 1851 |
| ---- | ---- | ---- | ---- | ---- | ---- | ---- | ---- | ---- |
| 800  | 773  | 810  | 975  | 880  | 861  | 891  | 966  | 841  |

| 1856 | 1861 | 1866 | 1872 | 1876 | 1881 | 1886 | 1891 | 1896 |
| ---- | ---- | ---- | ---- | ---- | ---- | ---- | ---- | ---- |
| 878  | 686  | 840  | 742  | 790  | 788  | 817  | 804  | 787  |

| 1901 | 1906 | 1911 | 1921 | 1926 | 1931 | 1936 | 1946 | 1954 |
| ---- | ---- | ---- | ---- | ---- | ---- | ---- | ---- | ---- |
| 778  | 829  | 890  | 747  | 646  | 586  | 543  | 504  | 473  |

| 1962 | 1968 | 1975 | 1982 | 1990 | 1999 | 2004 | 2006 | 2009 |
| ---- | ---- | ---- | ---- | ---- | ---- | ---- | ---- | ---- |
| 375  | 379  | 342  | 290  | 232  | 231  | 183  | 176  | 173  |

| 2014 | 2019 | 2022 | - | - | - | - | - | - |
| ---- | ---- | ---- | - | - | - | - | - | - |
| 159  | 156  | 153  | - | - | - | - | - | - |

#### Pyramide des âges
La population de la commune est relativement âgée.
En 2018, le taux de personnes d'un âge inférieur à 30 ans s'élève à 19,2 %, soit en dessous de la moyenne départementale (31 %). À l'inverse, le taux de personnes d'âge supérieur à 60 ans est de 55,1 % la même année, alors qu'il est de 31,1 % au niveau départemental.
En 2018, la commune comptait 80 hommes pour 80 femmes, soit un taux de 50 % de femmes, légèrement inférieur au taux départemental (50,87 %).
Les pyramides des âges de la commune et du département s'établissent comme suit.
| Hommes | Classe d’âge | Femmes |
| ------ | ------------ | ------ |
| 1,3    | 90 ou +      | 2,6    |
| 20,5   | 75-89 ans    | 28,2   |
| 30,8   | 60-74 ans    | 26,9   |
| 21,8   | 45-59 ans    | 17,9   |
| 6,4    | 30-44 ans    | 5,1    |
| 6,4    | 15-29 ans    | 12,8   |
| 12,8   | 0-14 ans     | 6,4    |

| Hommes | Classe d’âge | Femmes |
| ------ | ------------ | ------ |
| 0,9    | 90 ou +      | 2,5    |
| 8,4    | 75-89 ans    | 11,7   |
| 20,4   | 60-74 ans    | 20,5   |
| 21,3   | 45-59 ans    | 20,3   |
| 16,8   | 30-44 ans    | 16,3   |
| 15,2   | 15-29 ans    | 13,2   |
| 17     | 0-14 ans     | 15,6   |

## Économie

### Revenus
En 2018, la commune compte 81 ménages fiscaux, regroupant 151 personnes. La médiane du revenu disponible par unité de consommation est de 19 120 € (20 800 € dans le département).

### Emploi
| Division       | 2008  | 2013  | 2018  |
| -------------- | ----- | ----- | ----- |
| Commune        | 2,6 % | 2,6 % | 1,4 % |
| Département    | 6,3 % | 7,7 % | 7,7 % |
| France entière | 8,3 % | 10 %  | 10 %  |

En 2018, la population âgée de 15 à 64 ans s'élève à 74 personnes, parmi lesquelles on compte 63 % d'actifs (61,6 % ayant un emploi et 1,4 % de chômeurs) et 37 % d'inactifs,. Depuis 2008, le taux de chômage communal (au sens du recensement) des 15-64 ans est inférieur à celui de la France et du département.
La commune est hors attraction des villes,. Elle compte 36 emplois en 2018, contre 36 en 2013 et 34 en 2008. Le nombre d'actifs ayant un emploi résidant dans la commune est de 46, soit un indicateur de concentration d'emploi de 78,8 % et un taux d'activité parmi les 15 ans ou plus de 32,6 %.
Sur ces 46 actifs de 15 ans ou plus ayant un emploi, 22 travaillent dans la commune, soit 49 % des habitants. Pour se rendre au travail, 64,5 % des habitants utilisent un véhicule personnel ou de fonction à quatre roues, 22,2 % s'y rendent en deux-roues, à vélo ou à pied et 13,3 % n'ont pas besoin de transport (travail au domicile).

### Activités hors agriculture
23 établissements sont implantés à Alleyras au 31 décembre 2019. Le tableau ci-dessous en détaille le nombre par secteur d'activité et compare les ratios avec ceux du département,.
| Secteur d'activité                                                                                        | Commune | Commune | Département |
| Secteur d'activité                                                                                        | Nombre  | %       | %           |
| --- | ------- | ------- | ----------- |
| Ensemble                                                                                                  | 23      |         |             |
| Industrie manufacturière, industries extractives et autres                                                | 1       | 4,3 %   | (14,2 %)    |
| Construction                                                                                              | 3       | 13 %    | (13,9 %)    |
| Commerce de gros et de détail, transports, hébergement et restauration                                    | 11      | 47,8 %  | (28,8 %)    |
| Activités financières et d'assurance                                                                      | 2       | 8,7 %   | (4,4 %)     |
| Activités spécialisées, scientifiques et techniques et activités de services administratifs et de soutien | 3       | 13 %    | (11,6 %)    |
| Administration publique, enseignement, santé humaine et action sociale                                    | 2       | 8,7 %   | (13,3 %)    |
| Autres activités de services                                                                              | 1       | 4,3 %   | (8 %)       |

Le secteur du commerce de gros et de détail, des transports, de l'hébergement et de la restauration est prépondérant sur la commune puisqu'il représente 47,8 % du nombre total d'établissements de la commune (11 sur les 23 entreprises implantées à Alleyras), contre 28,8 % au niveau départemental.

### Agriculture
La commune fait partie de la petite région agricole dénommée « Velay Basaltique ». En 2010, l'orientation technico-économique de l'agriculture sur la commune est la production de bovins, orientation élevage et viande.
|                                   | 1988 | 2000 | 2010 |
| --------------------------------- | ---- | ---- | ---- |
| Exploitations                     | 25   | 16   | 15   |
| Superficie agricole utilisée (ha) | 719  | 592  | 663  |

Le nombre d'exploitations agricoles en activité et ayant leur siège dans la commune est passé de 25 en 1988 à 16 en 2000 puis à 15 en 2010, soit une baisse de 40 % en 22 ans. Le même mouvement est observé à l'échelle du département qui a perdu pendant cette période 43 % de ses exploitations. La surface agricole utilisée sur la commune a également diminué, passant de 719 ha en 1988 à 663 ha en 2010. Parallèlement la surface agricole utilisée moyenne par exploitation a augmenté, passant de 29 à 44 ha.

### Activité touristique

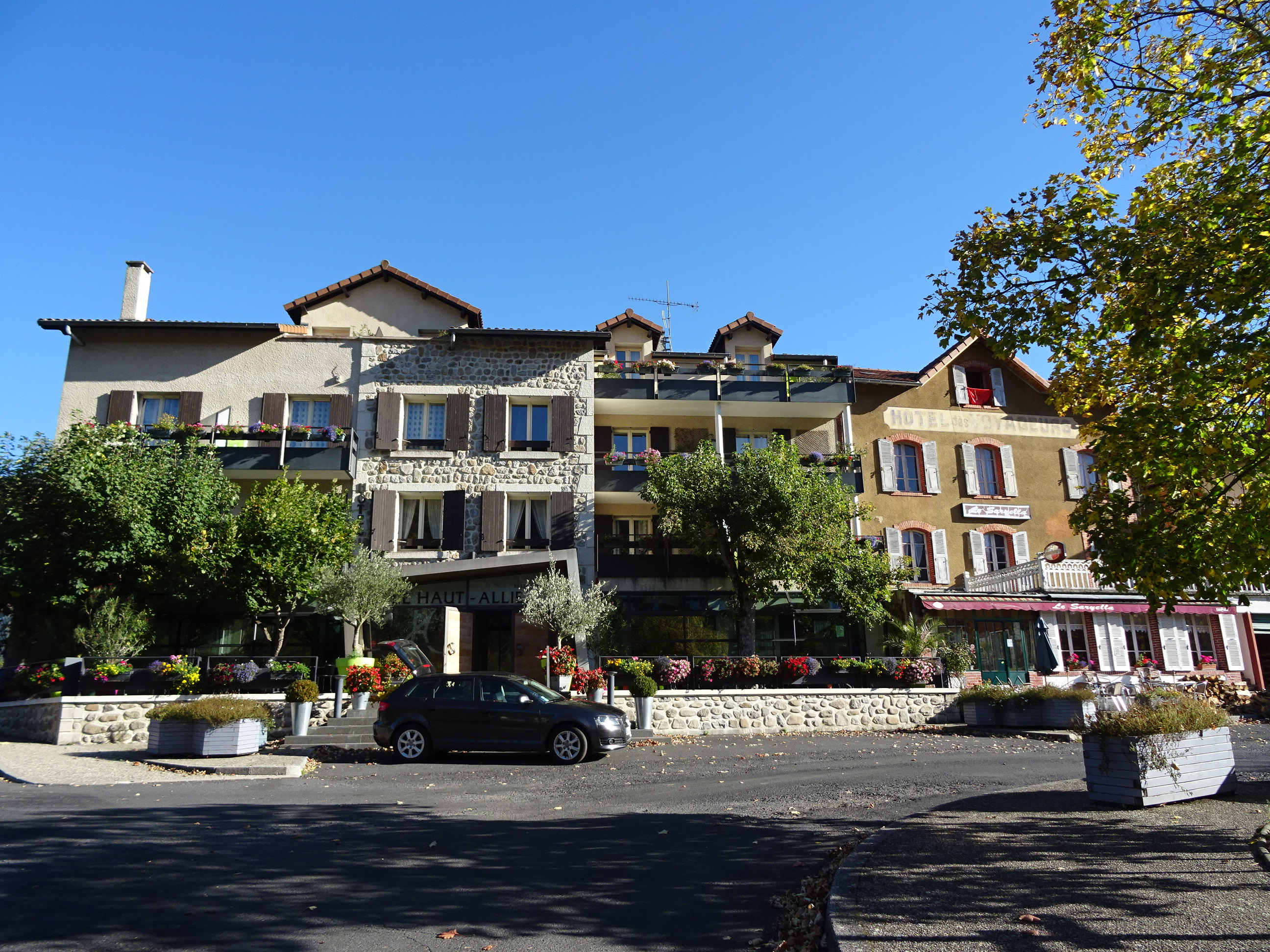
Hôtel Le Haut Allier.

La commune d'Alleyras bénéficie d'une activité touristique riche : village vacances (Cap vacances), camping « Au fil de l'eau », hôtel et restaurant Le Haut-Allier, gîtes, tables d'hôtes, ferme pédagogique, promenades à dos d'âne, promenades commentées, initiation aux sports en eaux vives. L'activité touristique est indissociable de la vie associative de la commune comme l'attestent les associations (Amis de la Tour de Vabres, Amis du bourg d'Alleyras, Amis du four de la Planche, Association communale de chasse, Club des Berges de l'Allier, Association Voie Bolène en Velay Gévaudan).

## Culture locale et patrimoine

### Lieux et monuments

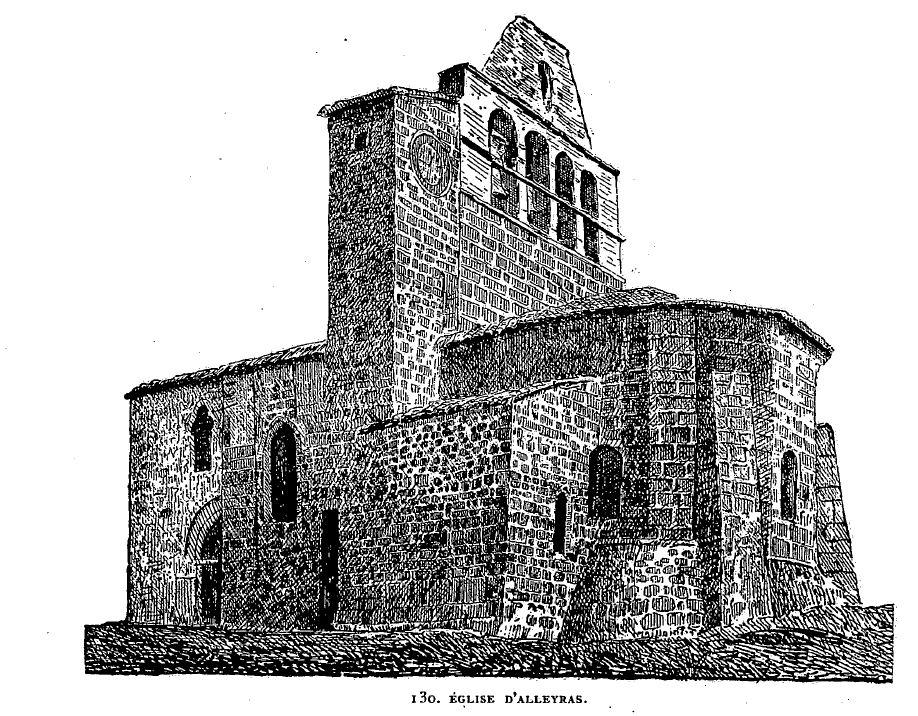
Dessin de l'église Saint-Martin d'Alleyras par Felix Thiollier (1842-1914).

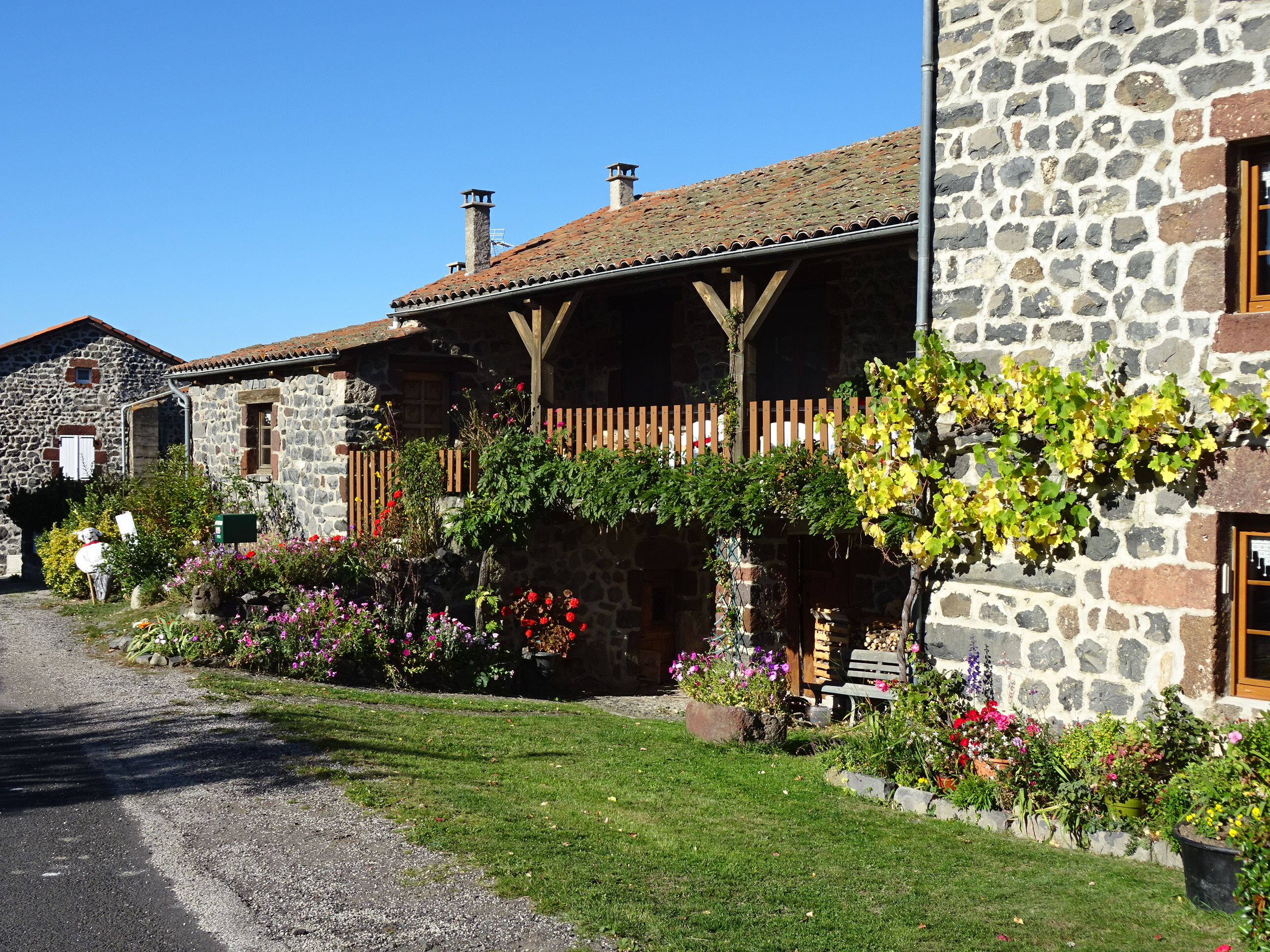
Le village d'Alleyras.

- L'église Saint-Martin d'Alleyras, érigée durant le XIIIe siècle. L'église, dédiée à Saint Martin, se compose d'une nef et de deux travées couvertes de voûtes d'ogives du XVe siècle[18].
- Le château de la Beaume, le château d'Agrain, l'ancienne tour de Vabres, vestige d'un château détruit en 1667 sous Louis XIV, ainsi qu'une église castrale du XIe siècle dédiée au pape Grégoire le Grand et classée aux monuments historiques. Le chemin dit « du Bois » à Alleyras peut mener à une cascade d'une quinzaine de mètres. À la sortie du bourg d'Alleyras se trouve le point du vue des Tourettes avec une table d'orientation.
- La commanderie de Gourlong (vestiges), avec une croix hospitalière gravée dans une pierre d'angle.
- Le village et la commune d'Alleyras comptent également plusieurs calvaires, en pierres volcaniques, érigés aux embranchements de chemins communaux. Dans de nombreux hameaux de la commune existe encore des fours à pain (Gourlong, Anglard, Moulard, le Pont d'Alleyras, Aussac, Alleyras), des fontaines ou encore des lavoirs. Il est d'ailleurs bon de noter que l'eau des fontaines d'Alleyras est potable.
- Le Chemin fabuleux, marqué par les pantins qu'on rencontre au détour d'un chemin ou bien en entrant dans un village de la commune. Ou encore, un espace « terre et sentiers » au Pont d'Alleyras traite des poteries de Vabres.

Alleyras est aussi réputée à échelle régionale pour être un haut lieu de pêche[réf. nécessaire]. L'Allier est bordé de plages de galets et de sable. L'eau est de température agréable et de bonne qualité[réf. nécessaire]. L'Allier (la partie Haut-Allier) est en effet une des dernières rivières sauvages d'Europe. Ces plages naturelles et sauvages, à l'écart des grandes affluences du Sud de la France, proposent sauts de rochers, descentes dans les rapides ou encore toboggans naturels.

### Personnalités liées à la commune
- Pierre de Mirmande, dignitaire de l'ordre de Saint-Jean de Jérusalem de la fin du XIIe siècle et du début du XIIIe.

### Héraldique
| Blason de Alleyras | Blason  | D'or à la fasce d'azur chargée d'un saumon du champ et accompagnée, en chef, de cinq tuiles canal de gueules posées 3 et 2, celles du chef accolées brochant sur les deux autres renversées et accolées et, en pointe, d'un vase à deux anses du même. |
| Blason de Alleyras | Détails | Le statut officiel du blason reste à déterminer. |